# Edgar Ritfeld
Edgar Ritfeld (Suriname 1949) is een oud-militair in het Surinaamse leger en streed tot zijn vrijspraak in 2019 tegen verdachtmaking van betrokkenheid in het proces van de Decembermoorden. 
Ritfeld, een voormalig luitenant in het Surinaamse leger, was een van de verdachten in het proces wat op 30 november 2007 is begonnen tegen vijfentwintig Surinamers die verdacht worden bij betrokkenheid bij de Decembermoorden. Ritfeld werd ervan verdacht een van de moordenaars te zijn geweest, maar ontkende en gaf een sluitend alibi en tientallen getuigen. Tevens werd hij ervan beschuldigd dat hij een van de slachtoffers, Soerinder Rambocus, zou hebben vervoerd vanuit de gevangenis van Santo Boma naar Fort Zeelandia.
Ritfeld werd in november 2019 vrijgesproken en gezuiverd van enige blaam.